# Hooked (Great White)
Hooked è il quinto album in studio del gruppo musicale statunitense Great White, pubblicato nel febbraio del 1991 dalla Capitol Records. Nonostante l'assenza di singoli capaci di scalare le classifiche, come successo con il precedente ...Twice Shy, l'album riuscì comunque a raggiungere la posizione numero 18 della Billboard 200.
La copertina venne censurata dal P.M.R.C. in quanto raffigurava una donna nuda aggrappata ad un'ancora. La stessa venne modificata poco prima di dare alle stampe l'album, mostrando la donna aggrappata all'ancora ma stavolta con il corpo immerso nell'acqua.
Le prime stampe dell'edizione giapponese presentavano la copertina originale, e includevano un CD bonus intitolato Live in New York registrato agli Electric Lady Studios il 31 maggio 1991.

## Tracce
1. Call It Rock n' Roll – 3:56 (Mark Kendall, Michael Lardie, Tony Montana, Jack Russell, Alan Niven)
2. The Original Queen of Sheba  – 4:39 (M. Kendall, A. Niven, M. Lardie)
3. Cold Hearted Lovin' – 4:19 (Mark Anderson, A. Niven, J. Russell)
4. Can't Shake It (cover dei The Angels) – 4:45 (John Brewster, Bernard Neeson, Rick Brewster)
5. Lovin' Kind – 4:45 (M. Lardie, A. Niven)
6. Heartbreaker – 6:44 (M. Kendall, M. Lardie, A. Niven, J. Russell)
7. Congo Square – 6:57 (M. Kendall, A. Niven)
8. South Bay Cities – 5:35 (M. Lardie, A. Niven)
9. Desert Moon – 4:32 (M. Kendall, M. Lardie, A. Niven, J. Russell)
10. Afterglow (cover degli Small Faces) – 5:52 (Ronnie Lane, Steve Marriott)

### CD bonus dell'edizione giapponese
Live in New York
1. Intro
2. Train to Nowhere
3. Cold Hearted Lovin'
4. The Hunter
5. Desert Moon
6. Band Intro
7. Weak Brain and Narrow Mind
8. Rock Me
9. Down at the Doctor
10. Can't Shake It
11. Once Bitten Twice Shy

## Formazione
Great White
- Jack Russell – voce
- Mark Kendall – chitarre, cori
- Michael Lardie – chitarre, tastiere, produzione, arrangiamenti, ingegneria del suono
- Tony Montana – basso
- Audie Desbrow – batteria

Altri musicisti
- Alan Niven – cori, produzione, arrangiamenti
- Michael Thompson – assolo di slide guitar in Cold Hearted Lovin'
- Simone Shook – cori
- Terry Sasser – cori

Produzione
- Melissa Sewell – ingegneria del suono
- George Marino – mastering
- Hugh Syme – direzione artistica

## Classifiche

### Classifiche settimanali
| Classifica (1991) | Posizione massima |
| ----------------- | ----------------- |
| Canada            | 27                |
| Finlandia         | 25                |
| Germania          | 32                |
| Regno Unito       | 43                |
| Stati Uniti       | 18                |
| Svizzera          | 5                 |

### Classifiche di fine anno
| Classifica (1991) | Posizione |
| ----------------- | --------- |
| Stati Uniti       | 90        |